# 阿吕
阿吕（法語：Alluy，法語發音：[alɥi]）是法国涅夫勒省的一个市镇，属于希农堡（城）区。

## 地理
阿吕（47°2'2"N, 3°38'27"E）面积27.44 平方千米，位于法国勃艮第-弗朗什-孔泰大區涅夫勒省，该省份为法国中部省份，北至约讷省，西北接卢瓦雷省，西接谢尔省，南至阿列省，东南接索恩-卢瓦尔省，东临科多尔省。
与阿吕接壤的市镇（或旧市镇、城区）包括：蒙塔帕、坦蒂里、比什、布里奈、巴祖瓦地区沙蒂隆、鲁伊。

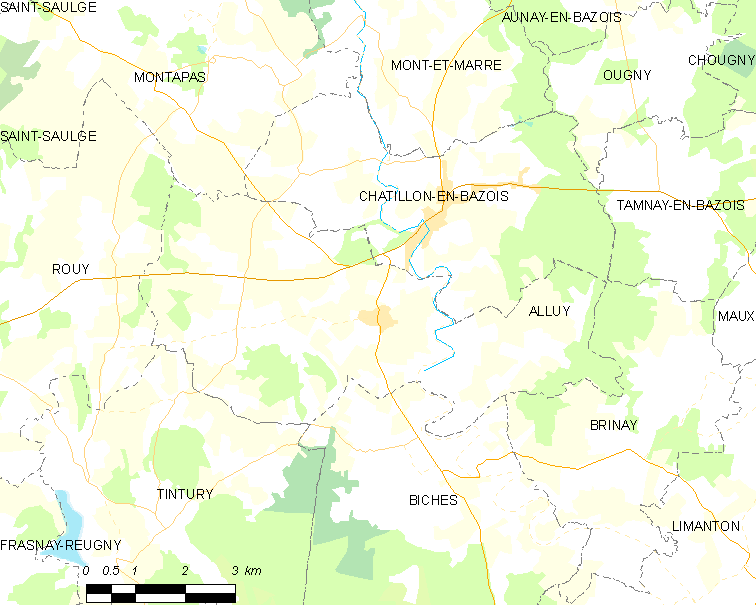
阿吕的OSM定位图

阿吕的时区为UTC+01:00、UTC+02:00（夏令时）。

## 行政
阿吕的邮政编码为58110，INSEE市镇编码为58004。

## 政治
阿吕所属的省级选区为希农堡县。

## 人口

1962-2008年间阿吕人口变化图示

阿吕于2022年1月1日时的人口数量为368人。